# Dannielle Brent
Pour les articles homonymes, voir Brent.
Dannielle Brent, née le 19 septembre 1979 à Romford dans la banlieue de Londres, est une actrice britannique.

## Biographie
Dannielle Brent est principalement connue pour son rôle de Natalie Buxton (en) dans la série télévisée Les Condamnées (Bad Girls).

## Filmographie
- 1997 : Hollyoaks (série télévisée) : Gina Patrick[2]
- 1999 : Brookside: Double Take! (vidéo) : Ted's PA
- 2002-2003 : Dream Team (série télévisée) : Jennifer Taylor (9 épisodes)
- 2004 : One Man and His Dog : Danielle
- 2004-2006 : Les Condamnées (Bad Girls) (série télévisée) : Natalie Buxton (en) (30 épisodes)
- 2008 : Shifty : Jasmine
- 1997-2009 : The Bill (série télévisée) : Lucy Fuller / Kelly Sumner
- 2005-2011 : Casualty (série télévisée) : Esther Cobb / Amy / Sharon Court
- 2012 : Ill Manors : Jo
- 2012 : Cockneys vs Zombies : Mum MacGuire
- 2013 : Welcome to the Punch : Karen Edwards
- 2014 : Top Dog : Samantha
- 2015 : One Behind (court métrage) : Roxanne
- 2015 : Doctors (série télévisée) : Yvonne Bailey
- 2016 : Stoner Express: Pixie